# Ilíac Macre
Ilíac Macre (llatí: Iliacus Macer) va ser un poeta romà del segle i dels anomenats homeristes, és a dir, que imitaven l'obra d'Homer. Era amic d'Ovidi, que l'esmenta dues vegades en les seves Pòntiques. Luci Apuleu ofereix el títol d'una obra seva: Bellum Troianum; per la seva banda, Ovidi esmenta unes Antehomèriques i unes Posthomèriques. Sembla que era net de Teòfanes de Mitilene.
Cal distingir-lo d'Emili Macre, mort el 16 aC.